# Swietłana Łapina
Swietłana Łapina (ros. Светлана Лапина; ur. 12 kwietnia 1978 w Machaczkale) – rosyjska lekkoatletka, skoczkini wzwyż.

## Sukcesy
- brązowy medal Mistrzostw Świata Juniorów w Lekkoatletyce (Sydney 1996),
- brąz podczas Mistrzostw Europy juniorów w lekkoatletyce (Lublana 1997),
- złoty medal Igrzysk Bałtyckich (Kowno 1997),
- złoto na Młodzieżowych Mistrzostwach Europy w Lekkoatletyce (Göteborg 1999); uzyskany przez nią wynik (1,98) jest aktualnym rekordem tej imprezy,
- brązowy medal Mistrzostw Świata w Lekkoatletyce (Sewilla 1999),
- srebro podczas Uniwersjady (Palma de Mallorca 1999).

Raz w karierze brała udział w igrzyskach olimpijskich, podczas rozgrywanych w Sydney igrzysk odpadła w eliminacjach.

## Rekordy życiowe
- Skok wzwyż (stadion) – 1,99 (1999)
- Skok wzwyż (hala) – 2,00 (2003)